# 穆罕默德·扎因·伊拉希
穆罕默德·扎因·伊拉希  （羅馬化：Muhammad Zain Elahi，1987年4月15日—） 是一名巴基斯坦政治人物，曾在2013年6月至2018年5月担任巴基斯坦国民议会成员。